# ملفورت
ملفورت (به انگلیسی: Melfort) یک شهرک در کانادا است که در ساسکاچوان واقع شده‌است. ملفورت ۵٬۵۷۶ نفر جمعیت دارد و ۴۸۰٫۱۰ متر بالاتر از سطح دریا واقع شده‌است.